# Чалоба, Трево
Трево Том Чалоба (англ. Trevoh Tom Chalobah; род. 5 июля 1999, Фритаун) — английский футболист, защитник клуба «Челси».
Родившийся во Фритауне (Сьерра-Леоне) Чалоба присоединился к «Челси» в 2007 году в возрасте восьми лет, присоединившись к своему брату Натаниэлю в академию клуба. Был в арендах в «Ипсвич Тауне», «Хаддерсфилд Тауне» и французском «Лорьяне». Он дебютировал за «Челси» в Суперкубке УЕФА 2021 года, в котором помог клубу выиграть трофей после победы в серии пенальти. Он забил дальний гол и получил награду лучшего игрока матча в своём дебютном матч в Премьер-лиге «Челси» на «Стэмфорд Бридже» против «Кристал Пэласа».
Он представлял Англию на различных молодёжных уровнях. В 2017 году он помог англичанам выиграть чемпионат Европы среди юношей до 19 лет.

## Клубная карьера

### «Челси»
Чалоба родился во Фритауне (Сьерра-Леоне) и присоединился к «Челси» в возрасте восьми лет. В июне 2016 года он подписал свой первый профессиональный контракт с лондонским клубом и в марте 2018 года переподписал его. В составе молодёжной команды он выигрывал Юношескую лигу УЕФА в сезоне 2015/16, Молодежный кубок Англии в сезонах 2015/16 и 2016/17 и Премьер-лигу среди юношей до 18 лет в сезоне 2016/17.
Главный тренер «синих», Антонио Конте, включил его в список запасных на финал Кубка Англии 19 мая 2018 года против «Манчестер Юнайтеда» на стадионе «Уэмбли», несмотря на то, что ранее он никогда не играл на профессиональном уровне. «Челси» выиграл матч со счетом 1:0, а Чалоба весь матч провёл на скамейке запасных.

#### Сезон 2018/19: аренда в «Ипсвич Таун»
В июне 2018 года на сезон был отдан в аренду в «Ипсвич Таун». 4 августа дебютировал в матче против «Блэкберн Роверса» (2:2). Двумя неделями позже он забил дебютный гол, сравняв счёт в игре против «Астон Виллы» на «Портмен Роуде» (1:1). 6 октября Чалоба забил победный гол в ворота «Суонси Сити» (3:2), который принес «Ипсвичу» первую победу в сезоне. Несмотря на то, что в академии «Челси» он в основном выступал в качестве центрального защитника, в «Ипсвиче» он выходил на позиции центрального полузащитника. Чалоба был игроком основного состава «трактористов» и за сезон 2018/19 сыграл в 44 матчах и забил 2 гола.

#### Сезон 2019/20: аренда в «Хаддерсфилд Таун»
8 августа 2019 года Чалоба подписал новый контракт с «Челси» до 2022 года и был отдан в аренду в «Хаддерсфилд Таун». Через пять дней он дебютировал в домашнем матче первого раунда Кубка Английской футбольной лиги против «Линкольн Сити», сыграв полные 90 минут. Свой единственный гол за «терьеров» он забил 21 августа в игре против «Кардифф Сити», сделав счёт 1:1, но в итоге клуб из Уэст-Йоркшира проиграл со счётом 1:2. За сезон в составе «Хаддерсфилда» Чалоба сыграл 38 матчей и забил 1 гол.

#### Сезон 2020/21: аренда в «Лорьян»
18 августа 2020 года Чалоба подписал новый контракт с «Челси» до 2023 года и на правах аренда присоединился к французскому клубу «Лорьян» на сезон 2020/2021. 13 сентября он дебютировал в домашнем матче против «Ланса» (2:3). 27 января Чалоба забил свой первый гол за французский клуб в игре против «Дижона» (3:2). За «мерлуз» он сыграл 30 матчей и забил 2 гола.

#### 2021-2023: возвращение в «Челси»
11 августа 2021 года Чалоба дебютировал за «Челси» в матче за Суперкубок УЕФА против испанского «Вильярреала». Лондонская команда выиграла со счетом 6:5 в серии пенальти после того, как основное время матча завершилось со счётом 1:1. Он получил похвалу за свою игру во время матча. Всего через три дня Чалоба забил свой первый гол в матче открытия сезона Премьер-лиги против «Кристал Пэласа».
4 ноября 2021 года подписал новый контракт с клубом до 2026 года. 23 ноября Чалоба забил первый гол в Лиге чемпионов, открыв счёт в домашнем матче против «Ювентуса» (4:0).
29 октября 2022 года Тревор забил автогол в гостевом матче против «Брайтон энд Хоув Альбион» в Премьер-лиге. Это было первое поражение в карьере Чалобы в «Челси».

## Международная карьера
Он представлял Англию на молодёжных уровнях от 16 до 20 лет, возглавляя все четыре команды на разных этапах. В ноябре 2014 года Чалоба был капитаном сборной Англии до 16 лет против Шотландии в Victory Shield. В мае 2016 года Чалоба был капитаном сборной Англии до 17 лет, которая проиграла Испании в четвертьфинале чемпионата Европы среди юношей до 17 лет.
Чалоба был включен в состав сборной Англии до 19 лет на чемпионат Европы среди юношей до 19 лет. Из-за травмы лодыжки, полученной в финальном матче группового матча против Германии, он выбыл из строя до конца турнира. Англия в финале обыграла Португалию.
30 августа 2019 года Чалоба впервые был включен в состав сборной Англии до 21 года. 6 сентября дебютировал в отборочном матче молодёжного чемпионата Европы 2021 против Турции (3:2).

## Личная жизнь
Его брат Натаниэл Чалоба также является профессиональным футболистом, который играет за «Вест Бромвич Альбион», а также ранее играл за «Челси».

## Клубная статистика
| Клуб                      | Сезон      | Лига         | Лига  | Лига | Кубок | Кубок | Кубок лиги | Кубок лиги | Европа | Европа | Другое | Другое | Итог  | Итог |
| Клуб                      | Сезон      | Дивизион     | Матчи | Голы | Матчи | Голы  | Матчи      | Голы       | Матчи  | Голы   | Матчи  | Голы   | Матчи | Голы |
| ------------------------- | ---------- | ------------ | ----- | ---- | ----- | ----- | ---------- | ---------- | ------ | ------ | ------ | ------ | ----- | ---- |
| Челси                     | 2017/18    | Премьер-лига | 0     | 0    | 0     | 0     | 0          | 0          | 0      | 0      | 0      | 0      | 0     | 0    |
| Челси                     | 2021/22    | Премьер-лига | 20    | 3    | 2     | 0     | 4          | 0          | 3      | 1      | 1      | 0      | 30    | 4    |
| Челси                     | 2022/23    | Премьер-лига | 25    | 0    | 1     | 0     | 1          | 0          | 6      | 0      | —      | —      | 33    | 0    |
| Челси                     | 2022/23    | Премьер-лига | 13    | 1    | 3     | 0     | 1          | 0          | —      | —      | —      | —      | 17    | 1    |
| Челси                     | Итог       | Итог         | 58    | 4    | 6     | 0     | 6          | 0          | 9      | 1      | 1      | 0      | 80    | 5    |
| Ипсвич Таун (аренда)      | 2018/19    | Чемпионшип   | 43    | 2    | 0     | 0     | 1          | 0          | —      | —      | —      | —      | 44    | 2    |
| Хаддерсфилд Таун (аренда) | 2019/20    | Чемпионшип   | 36    | 1    | 1     | 0     | 1          | 0          | —      | —      | —      | —      | 38    | 1    |
| Лорьян (аренда)           | 2020/21    | Лига 1       | 29    | 2    | 1     | 0     | —          | —          | —      | —      | —      | —      | 30    | 2    |
| Общий итог                | Общий итог | Общий итог   | 166   | 9    | 8     | 0     | 8          | 0          | 9      | 1      | 9      | 0      | 200   | 10   |

1. ↑  включая Кубок Англии и Кубок Франции
2. ↑  включая Кубок Английской футбольной лиги
3. 1 2  Матчи в Лиге чемпионов
4. ↑  Матч в Суперкубке УЕФА

## Достижения

### Клубные

#### «Челси»
- Обладатель Кубка Англии: 2017/18[10]
- Победитель Лиги конференций УЕФА: 2024/25
- Обладатель Суперкубка УЕФА: 2021[34]
- Победитель Клубного чемпионата мира (2): 2021[35], 2025

### Международные
- Чемпион Европы (до 19 лет): 2017[31]